# Iridictyon trebbaui
Iridictyon trebbaui är en trollsländeart som beskrevs av Racenis 1968. Iridictyon trebbaui ingår i släktet Iridictyon och familjen jungfrusländor. IUCN kategoriserar arten globalt som livskraftig. Inga underarter finns listade i Catalogue of Life.